# Belenois crawshayi
Belenois crawshayi is een vlindersoort uit de familie van de Pieridae (witjes), onderfamilie Pierinae.
Belenois crawshayi werd in 1894 beschreven door Butler.